# Carlos Ghosn
Carlos Ghosn (in arabo: كارلوس غصن) (Porto Velho, 9 marzo 1954) è un imprenditore brasiliano di origine libanese, ex amministratore delegato dei gruppi automobilistici Renault e Nissan fino al suo arresto nel 2018 in Giappone per sospetta distrazione di capitali a scopo personale.
È stato presidente e amministratore delegato (CEO) di Renault dal 2005 al 2019, presidente e CEO di Nissan dal 2017 al 2018, presidente del consiglio di amministrazione di Mitsubishi Gruppo Motors dal 2016 al 2018, presidente del consiglio di amministrazione del produttore automobilistico russo AvtoVAZ. È stato anche amministratore delegato dell'alleanza Renault-Nissan-Mitsubishi, che nel 2017 ha raggiunto il primo posto mondiale tra i costruttori di automobili, davanti a Volkswagen AG, Toyota e General Motors.
Nel novembre 2018, è stato arrestato dalla giustizia giapponese perché sospettato di aver nascosto entrate nelle pubblicazioni finanziarie della Nissan. Il mese successivo è stato incriminato per aver utilizzato i fondi aziendali per scopi personali. Messo agli arresti domiciliari a Tokyo dopo essere stato in prigione per quasi sei mesi, è riuscito a lasciare clandestinamente il Giappone negli ultimi giorni del dicembre 2019, per raggiungere il Libano, approfittando del fatto che non esiste un accordo di estradizione tra i due Paesi e che lui ha un passaporto libanese. È quindi considerato un latitante internazionale. Viene regolarmente contattato da vari media e pubblica libri in sua difesa. Spesso descritta dai media come una “caduta”, questa vicenda è stata successivamente adattata in una serie televisiva.

## Biografia

### Origini, infanzia e formazione
Nato in Brasile il 9 marzo 1954 da una famiglia di origine libanese maronita. Il nonno paterno, Bichara Ghosn, emigrò in Brasile quando aveva solo 13 anni. Si stabilì nella regione di Sao Miguel do Guaporé, nella Rondônia. Bichara Ghosn diventò imprenditore commerciando in gomma, prodotti agricoli e trasporto aereo. Suo figlio, Jorge Ghosn, sposò una donna nigeriana di origini libanesi e si stabilì a Porto Velho (Rondônia, Brasile) dove Carlos nacque nel 1954.
All'età di 2 anni, nel 1956, Carlos Ghosn si ammalò e sua madre si trasferì con lui a Rio de Janeiro prima di partire per Beirut nel 1962, quando aveva 8 anni. In Libano, Carlos fu educato dai gesuiti al Collegio Notre-Dame de Jamhour, fino alla fine del liceo. All'età di 18 anni, arrivò in Francia dove frequentò dal 1972 al 1974 le classi scientifiche preparatorie di matematica superiore e matematica speciale presso la scuola Stanislas integrata allo Stanislas College, e poi annessa alla St. Louis High School. Si è quindi laureato in Ingegneria alla École polytechnique di Parigi, poi nel 1977 all'École des Mines de Paris, dove ha conseguito le successive lauree in ingegneria.
Carlos ha diverse nazionalità: brasiliana, libanese e francese. Parla correntemente 4 lingue: arabo, francese, portoghese e inglese.

## Carriera

### Michelin

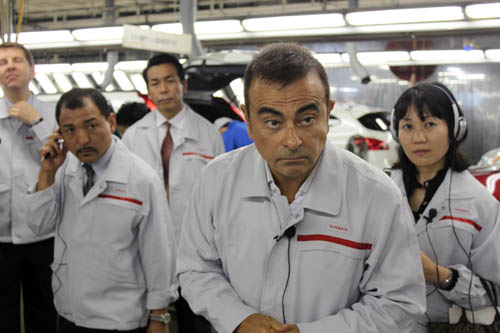
Carlos Ghosn risponde alle domande dei giornalisti presso lo stabilimento Nissan di Kyushu, in Giappone (settembre 2011).

Dopo la laurea nel 1978, Ghosn ha trascorso 18 anni presso Michelin, il più grande produttore di pneumatici d'Europa, inizialmente formandosi e lavorando in diversi stabilimenti in Francia e Germania. Nel 1981 divenne direttore dello stabilimento di Le Puy-en-Velay, in Francia. Nel 1984 è stato nominato capo della ricerca e sviluppo per la divisione pneumatici industriali dell'azienda.
Nel 1985, quando Ghosn aveva 30 anni, è stato nominato Chief Operating Officer (COO) delle operazioni sudamericane di Michelin. Tornò a Rio de Janeiro, riferendo direttamente a François Michelin, che incaricò Ghosn di risollevare l'operazione, che non era redditizia e lottava sotto l'iperinflazione del Brasile. Ghosn formò alcuni team di gestione interfunzionali per determinare le migliori pratiche tra i francesi, i brasiliani e le altre nazionalità che lavoravano nella divisione sudamericana. L'esperienza multiculturale in Brasile ha costituito la base del suo stile di gestione interculturale e dell'enfasi sulla diversità come risorsa aziendale principale. «Si impara dalla diversità... ma sei confortato dalla comunanza", ha detto Ghosn.  La divisione tornò alla redditività in due anni.
Dopo aver rilanciato le operazioni sudamericane di Michelin, Ghosn è stato nominato presidente e COO di Michelin North America nel 1989 e si è trasferito a Greenville, nella Carolina del Sud, con la sua famiglia. È stato promosso CEO di Michelin North America nel 1990. Presiedette la ristrutturazione della società dopo l'acquisizione della Uniroyal Goodrich Tyre Company.

### Renault

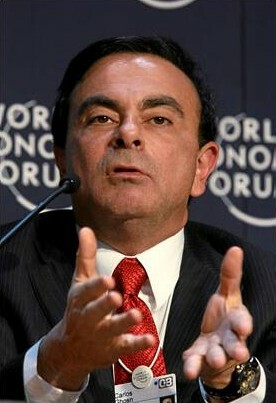
Carlos Ghosn nel 2008.

Nel 1996, Ghosn è diventato vicepresidente esecutivo responsabile degli acquisti, della ricerca avanzata, dell'ingegneria e dello sviluppo, delle operazioni di propulsione e della produzione presso Renault; ed è stato anche responsabile della divisione sudamericana della Renault, situata nel Mercosur. La radicale ristrutturazione di Renault da parte di Ghosn contribuì con successo alla redditività dell'azienda nel 1997. La sua reputazione di successo sotto François Michelin si ripeté sotto il primo amministratore delegato della Renault appena privatizzata.

### L'alleanza Renault-Nissan

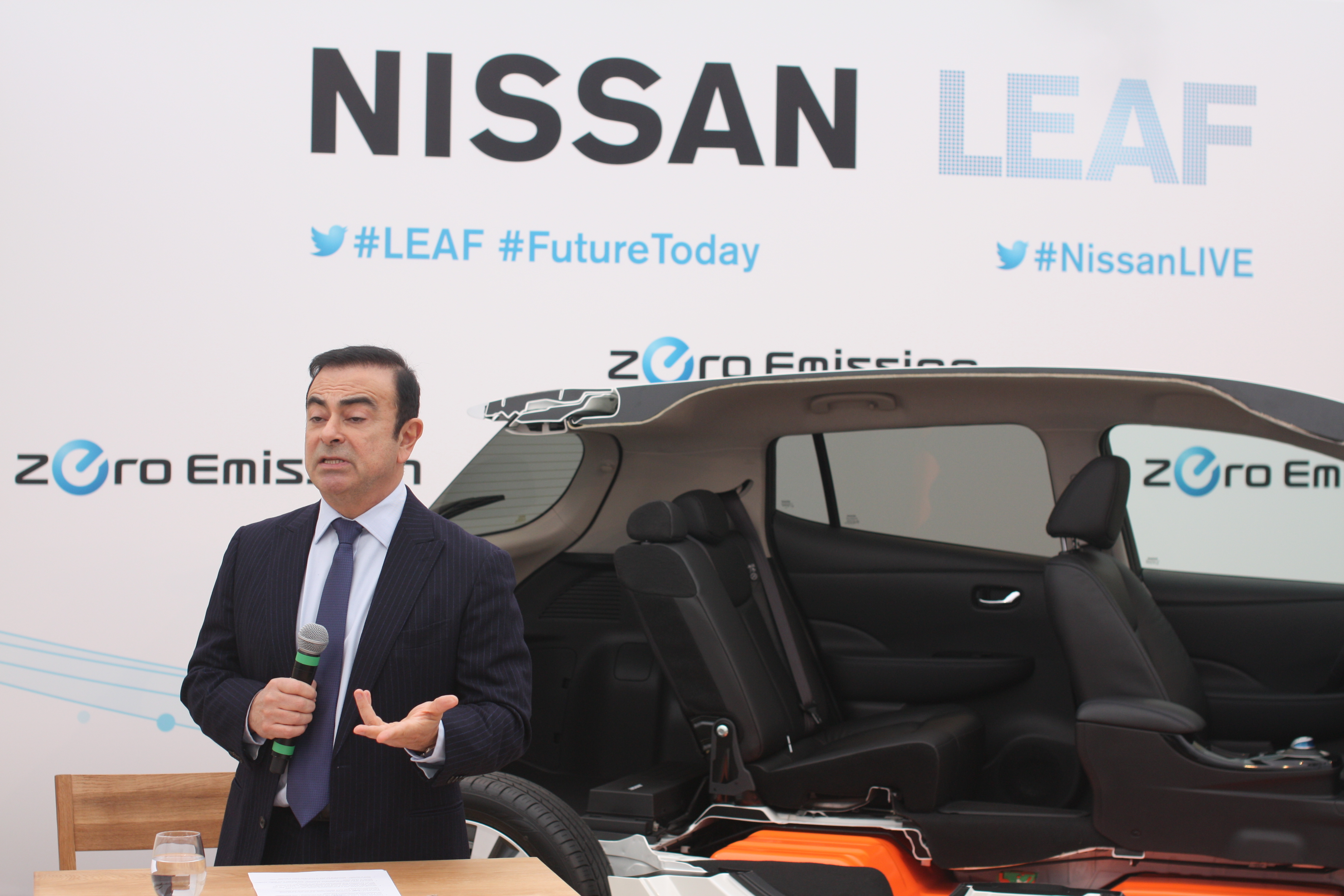
Il CEO di Nissan Renault, Carlos Ghosn, visita la Norvegia per lanciare la nuova Nissan LEAF (8 aprile 2013).

Nel marzo 1999, Renault e Nissan hanno costituito l'alleanza Renault-Nissan e nel maggio 1999 Renault ha acquistato una partecipazione del 36,8% in Nissan.  Pur mantenendo i suoi ruoli in Renault, Ghosn è entrato a far parte di Nissan come Chief Operating Officer (COO) nel giugno 1999, ne è diventato presidente nel giugno 2000 ed è stato nominato Chief Executive Officer (CEO) nel giugno 2001. Quando è entrato a far parte dell'azienda, Nissan aveva un debito netto automobilistico consolidato di oltre 20 miliardi di dollari (più di 2 trilioni di yen), e solo tre dei suoi 46 modelli venduti in Giappone stavano generando profitto. Invertire le sorti dell'azienda era considerato quasi impossibile.
Il "Nissan Revival Plan" di Ghosn, annunciato nell'ottobre 1999, prevedeva un ritorno alla redditività nell'anno fiscale 2000, un margine di profitto superiore al 4,5% delle vendite entro la fine dell'anno fiscale 2002 e una riduzione del 50% dell'attuale livello di debito entro la fine dell'anno fiscale 2002. Ghosn promise di dimettersi se questi obiettivi non fossero stati raggiunti. Il Nissan Revival Plan di Ghosn prevedeva il taglio di 21.000 posti di lavoro Nissan (il 14% della forza lavoro totale), principalmente in Giappone; la chiusura di cinque stabilimenti giapponesi; la riduzione del numero di fornitori e delle partecipazioni; la vendita all'asta di beni importanti come l'unità aerospaziale di Nissan.
Ghosn è stata la quarta persona non giapponese a guidare una casa automobilistica giapponese, dopo che Mark Fields, Henry Wallace e James Miller erano stati nominati dalla Ford per gestire Mazda alla fine degli anni '90. Oltre a tagliare posti di lavoro, impianti e fornitori, Ghosn guidò importanti e drammatici cambiamenti strutturali e culturali aziendali in Nissan. Sfidò l'etichetta aziendale giapponese in vari modi, tra cui l'eliminazione delle promozioni basate sull'anzianità e sull'età, trasformando l'impiego a vita da garanzia a obiettivo desiderato per quando l'azienda raggiungeva alte prestazioni e smantellando il sistema keiretsu di Nissan; una rete intrecciata di fornitori di componenti con partecipazioni incrociate in Nissan. Quando fu annunciato il Nissan Revival Plan, la proposta di smantellamento del keiretsu valse a Ghosn il soprannome di keiretsu killer, e il Wall Street Journal citò un analista di Tokyo secondo cui Ghosn avrebbe potuto diventare un "bersaglio dell'indignazione pubblica" se Nissan avesse cacciato gli ex affiliati dalla sua catena di approvvigionamento. Ghosn cambiò anche la lingua ufficiale dell'azienda Nissan dal giapponese all'inglese e incluse per la prima volta i dirigenti dell'Europa e del Nord America nelle sessioni chiave della strategia globale.
Nel primo anno del Nissan Revival Plan, l'utile netto consolidato di Nissan al netto delle imposte è salito a 2,7 miliardi di dollari per l'anno fiscale 2000, da una perdita netta consolidata di 6,46 miliardi di dollari nell'anno precedente. Dodici mesi dopo l'inizio del suo piano triennale di turnaround, Nissan era tornata alla redditività e nel giro di tre anni era una delle case automobilistiche più redditizie del settore, con margini operativi costantemente superiori al 9%; più del doppio della media del settore. Gli obiettivi del Nissan Revival Plan furono tutti raggiunti prima del 31 marzo 2002. 

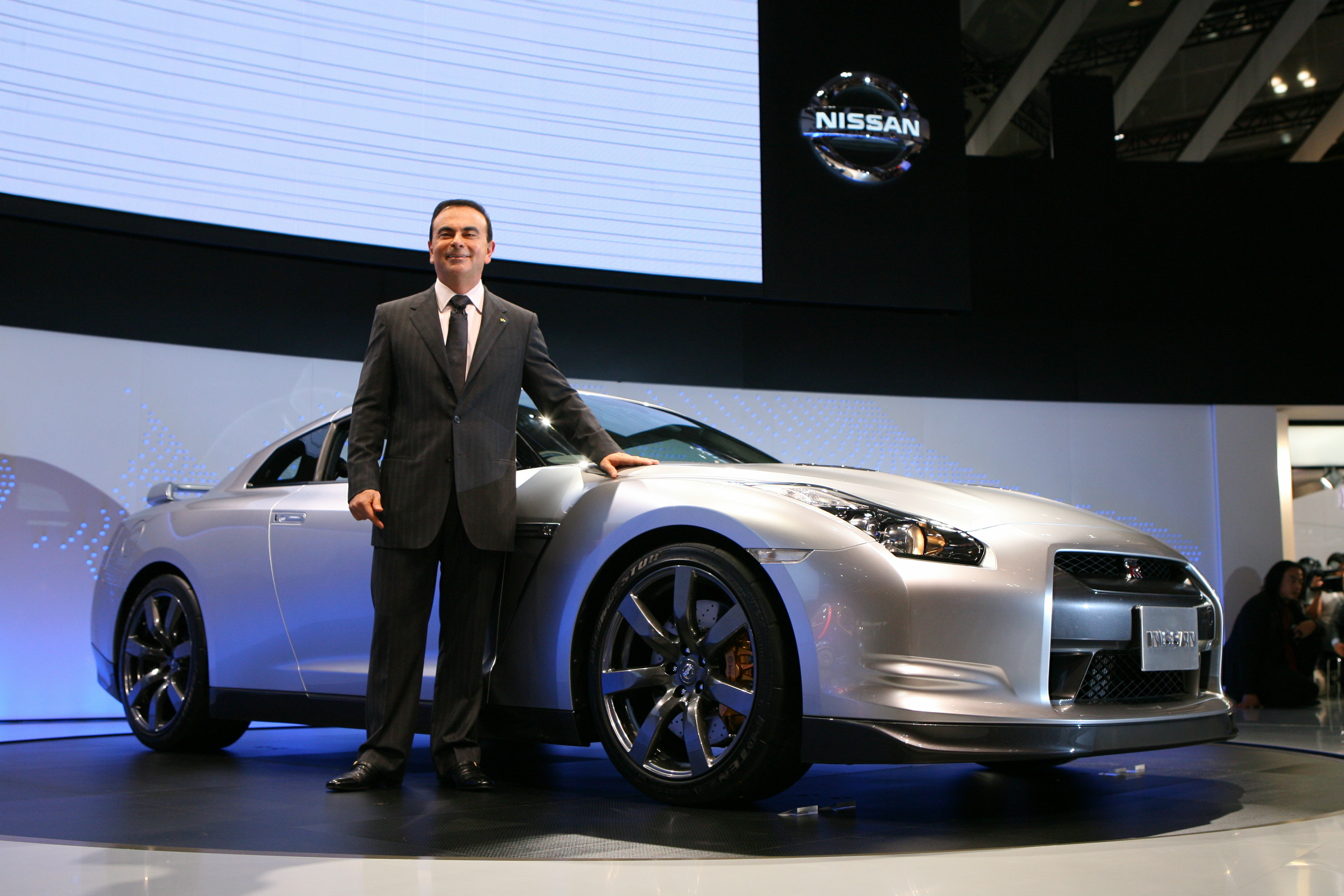
Carlos Ghosn presenta la Nissan GT-R al Salone dell'automobile di Tokyo (2007).

Nel maggio 2002, Ghosn annunciò la sua prossima serie di obiettivi per l'azienda, "Nissan 180", un piano triennale di crescita basato sulla vendita di un milione di autovetture, un margine operativo di almeno l'8% e l'azzeramento del debito automobilistico entro la fine del 2005. Questi obiettivi sono stati tutti raggiunti: l'azienda giapponese è diventata uno dei gruppi automobilistici più redditizi al mondo con, nel 2004, un margine operativo di oltre l'11%, 3,4 milioni di auto vendute, di cui un terzo negli Stati Uniti, e un utile di 3,8 miliardi di euro. Nella primavera del 2003, Nissan aveva annunciato che il suo debito netto automobilistico era stato eliminato nell'anno fiscale 2002. Il margine di profitto operativo di Nissan era salito all'11,1% nell'anno fiscale 2003, quando era stato dell'1,4% nell'anno fiscale 1999. Nell'ottobre 2005, Nissan ha annunciato che le sue vendite annuali dal 30 settembre 2004 al 30 settembre 2005 sono state superiori a 3,67 milioni, rispetto ai 2,6 milioni di veicoli venduti nell'anno fiscale conclusosi a marzo 2002.
Gli ottimi risultati ottenuti alla guida della consociata giapponese gli valsero anche l'incarico di amministratore delegato dell'intero gruppo Renault, carica in cui si insediò il 1º maggio 2005 sostituendo Louis Schweitzer. Dopo aver mantenuto le due cariche per oltre 10 anni, il 1º aprile 2017 lasciò il ruolo di amministratore delegato di Nissan per concentrarsi sull'alleanza Renault-Nissan, estesa da poco anche all'acquisto di una quota di minoranza di Mitsubishi.

### Piano "Contratto Renault 2009"
Nel 2006, di fronte al calo dei risultati della Renault, Carlos Ghosn ha istituito un piano di risanamento chiamato "Contratto Renault 2009" che si basava su tre assi principali:
- vendere altri 800.000 veicoli con un piano di prodotti di 26 nuovi modelli, inclusi i modelli più rappresentativi: Logan, Twingo II e Laguna III;
- ridurre significativamente i costi e ottimizzare gli investimenti;
- raggiungere un margine operativo del 6% nel 2009 (rispetto al 2,6% nel 2006 e al 3% nel 2007) e fare di Renault il produttore generalista europeo più redditizio.[39]

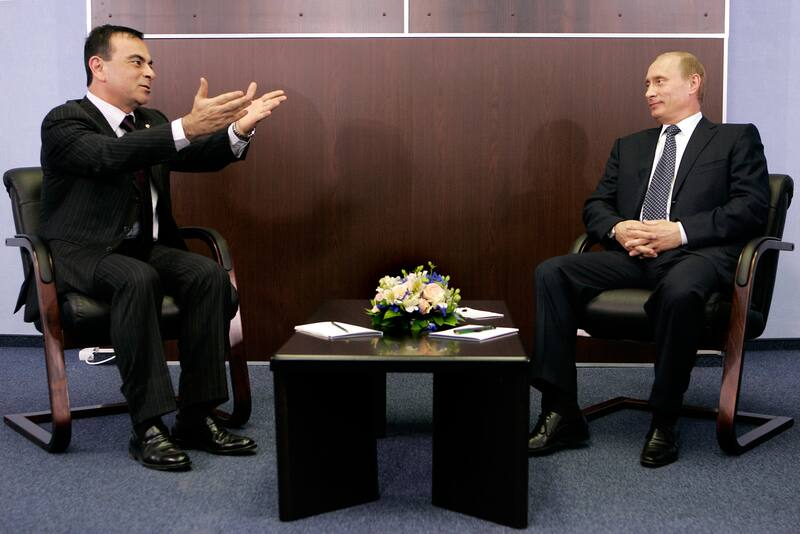
Ghosn con Vladimir Putin nel 2006.

Il piano prevede anche l'inserimento della nuova Laguna (sul mercato alla fine del 2007) "tra le prime tre del segmento" in termini di qualità. Il problema della qualità dovrebbe essere il primo passo per il ritorno di Renault ai top di gamma, un po' trascurato dopo il fallimento della Vel Satis e dell'Avantime. Questi obiettivi sono definiti all'interno dei vari dipartimenti Renault e riguardano direttamente ogni dipendente, con indicatori per misurare il livello di prestazioni da raggiungere. 
Per ottenere questi obiettivi, il gruppo prevede di ampliare l'offerta, con più di otto nuovi modelli all'anno, tra cui un ampliamento della gamma dei modelli più popolari e l'implementazione di una vera e propria offerta top di gamma oltre ai modelli SUV o Crossover. Allo stesso tempo, Renault prevede di affinare le sue operazioni con un programma di riduzione dei costi negli acquisti, nella produzione e nella logistica, nonché di ottimizzare gli investimenti, in particolare attraverso le sinergie tra Renault e Nissan. Il piano è generalmente ben accolto, non da ultimo per la chiarezza degli obiettivi. Dopo il suo annuncio, modelli simili sono stati lanciati dai concorrenti di Renault, come il CAP 2010 presso PSA o il piano di Fiat.
Ghosn considera il 2006 un "anno cruciale" nella misura in cui Renault si sta mobilitando con forza senza ancora percepire l'impatto positivo del piano. Secondo Ghosn, l'azienda sta subendo "una serie di profondi cambiamenti" nel corso dell'anno, in particolare in termini di sforzi interni e organizzazione, a seguito dell'attuazione dell'accordo. I risultati non sono ancora quelli sperati, con un utile netto in calo rispetto al 2005. Tuttavia, anche se il margine è inferiore al 3,20% raggiunto nel 2005, il 2,56% è comunque migliore delle attese e Ghosn rimane fiducioso nella capacità della società di raggiungere gli obiettivi previsti dal Piano nel 2009.
Sempre nel 2006 lo studio, poi abbandonato, di una nuova Alleanza con un partner nordamericano (prima General Motors) suscitò il timore di altri costruttori mondiali. L'Alleanza studiò anche la possibilità di acquistare Chrysler, che allora stava perdendo slancio.
Tuttavia, la crisi finanziaria globale del 2007-2008 non è stata priva di effetti sul gruppo. Nel 2007 i profitti di Renault sono diminuiti di oltre il 7%. La nuova Twingo II, che avrebbe dovuto essere una delle punte di diamante del marchio nel 2007, ha subito numerosi ritardi e la sua commercializzazione non ha permesso a Renault di guadagnare più dell'1% nel 2008 (contro il 4,3% di Citroën), mentre la Laguna 3 non sembra essere all'altezza delle speranze riposte in essa dalla gestione Renault. La CGT, il sindacato, ha dichiarato in seguito alla pubblicazione dei risultati che "se gli azionisti possono essere soddisfatti, sono i dipendenti che hanno pagato un prezzo elevato" a causa della riduzione della forza lavoro e del deterioramento delle condizioni di lavoro.
D'altra parte, mentre i risultati di Renault sono ancora in ritardo nonostante il lancio di nuovi modelli, i risultati di Nissan rimangono a un livello molto buono con un margine operativo del 7,4% nel 2006-2007 (in leggera flessione rispetto al 2005).
Nel luglio 2008, Ghosn ha dovuto ammettere che il suo obiettivo di vendere 800.000 veicoli in più nel 2009 rispetto al 2005 non sarebbe stato realizzato, in particolare a causa degli effetti della crisi economica globale del 2008 e degli anni successivi. A tal fine, la Commissione rivedrà il suo piano di prodotto e preparerà un piano di ristrutturazione per l'inizio dell'anno scolastico 2008, che prevede circa 6.000 tagli di posti di lavoro, di cui circa 4.800 in Francia, che sono fortemente contestati dai sindacati, anche se le uscite sono basate sul volontariato. Tuttavia, nonostante le misure messe in atto per mantenere le vendite, come il "bonus rottamazione" in Francia, le vendite di Renault in Europa occidentale sono diminuite nel corso del secondo trimestre del 2008, con un calo delle immatricolazioni di oltre il 25% nel solo mese di dicembre. Anche se, con 599 milioni di euro (includendo Nissan e Volvo, di cui Renault detiene il 20% del capitale dal 2000), il risultato netto del 2008 è positivo, è ancora in calo del 78% rispetto all'anno precedente, e anche il fatturato è in calo del 7%.
Nel febbraio 2009, Ghosn ha annunciato i risultati del contratto del 2009. Due obiettivi non sono stati raggiunti a causa della crisi finanziaria: la crescita e la redditività. Il fatturato è diminuito dell'11% nel 2008, dopo il calo del 2007, e la redditività è diminuita dell'1,2% alla fine dell'esercizio 2009. Alla fine dell'esercizio 2009 il gruppo ha subito una perdita netta di 3,1 milioni di euro. Inoltre, il debito è inferiore, ma al prezzo di una vendita di prodotti che Ghosn aveva precedentemente rifiutato di prendere in considerazione[69]. Tuttavia, Ghosn sottolinea i progressi compiuti nella qualità dei veicoli e nel servizio post-vendita, con una riduzione di 500 milioni di euro delle spese di garanzia e un aumento della soddisfazione dei clienti dal 72% all'80% tra il 2005 e il 2008. L'ampliamento della gamma di prodotti è di 17 nuovi modelli e le fonti di redditività sono aumentate da un singolo veicolo, il Mégane, sul solo mercato francese, a tre linee di prodotti - il Mégane, i veicoli commerciali e la gamma Logan - e un aumento del 10% delle vendite al di fuori dell'Europa. Ghosn ha annunciato che il piano di crisi "durerà finché durerà la crisi" e che, non appena la crisi sarà finita, Renault metterà in atto un nuovo piano sulla stessa base del contratto del 2009.
Nel novembre 2018 è stato arrestato a Tokyo per illeciti finanziari. Il 30 dicembre 2019 l'ex AD del gruppo Renault-Nissan, che era in libertà vigilata a Tokyo, è riuscito a lasciare il Giappone e raggiungere Beirut, affermando per mezzo dei suoi legali di essere “scappato dall'ingiustizia e dalla persecuzione politica" Un nuovo mandato di cattura internazionale per sottrazione di fondi (15 milioni di euro) è stato emesso contro di lui dalla giustizia francese nel 2022.

## Vita privata
Nel 1984, a Lione, Carlos Ghosn incontra Rita Khordahi, una studentessa libanese di farmacia nata nel 1966. Si sono sposati l'anno successivo e hanno avuto quattro figli.
La maggiore, Caroline Ghosn, ha fondato nel 2011 Levo, una rete di sviluppo professionale per la generazione Y.
Mentre Ghosn si trovava in Giappone, sua moglie aprì un ristorante libanese. La loro unione è terminata quando lei ha scoperto la relazione extraconiugale del marito con Carole Nahas, anch'essa libanese. I due hanno divorziato nel 2013. Tre anni dopo, nel 2016, Ghosn si è risposato in grande stile con Carole Nahas.
Ghosn ha diverse residenze di proprietà della Nissan in Francia, Libano, Giappone e Brasile.
Aveva anche un duplex in avenue Georges-Mandel affittato dall'alleanza Renault Nissan, che ha dovuto vendere dopo essere stato estromesso. Sua moglie Carole Nahas ha acquistato un altro appartamento sulla stessa strada mentre il marito era in prigione in Giappone.
Carlos Ghosn è anche comproprietario di una residenza a L'Étang-la-Ville con la sua ex moglie.
Appassionato giocatore di bridge, partecipa spesso al torneo Cavendish di Monaco e ha mantenuto i contatti con i giocatori di bridge francesi durante il suo esilio a Beirut.

## Media
Dal novembre 2001, la storia della vita di Carlos Ghosn è stata trasformata in una serie di fumetti di supereroi giapponesi intitolata The True Story of Carlos Ghosn, sulla rivista manga Big Comic Superior. La serie è stata pubblicata in forma di libro nel 2002.
Carlos ha anche un bento che porta il suo nome nei menu di alcuni ristoranti di Tokyo. I bento sono popolari tra gli uomini d'affari, gli studenti e tutti coloro che amano un pranzo veloce. Il Financial Times ha considerato il "Carlos Ghosn Bento" come "una misura della straordinaria ascesa di Ghosn in Giappone, in cui dovrebbe sentirsi degno di mangiare. I giapponesi prendono molto sul serio il loro cibo e non apprezzano le intrusioni straniere". Pertanto, il "Benedetto di Ghosn" può essere visto come un modo giapponese di dimostrare la propria accettazione nei suoi confronti.

## La vicenda di Carlos Ghosn
Il caso Carlos Ghosn è un affare finanziario che riguarda sospetti di illeciti finanziari che coinvolgerebbero il signor Ghosn. Sono stati aperti procedimenti in tredici Paesi, tra cui Giappone, Francia, Paesi Bassi, Stati Uniti, Svizzera, Brasile, Libano, Emirati Arabi Uniti, Oman e Arabia Saudita.
Il 20 maggio 2021 i tribunali olandesi gli hanno imposto di pagare a Nissan e Mitsubishi un rimborso di 5 milioni di euro.

## Altre posizioni e cariche ricoperte
- Direttore di Alcoa dal 2002 al 2011.[66]
- Membro del Consiglio consultivo internazionale dell'Università Tsinghua di Pechino.[67]
- Presidente onorario della Fondazione americana dell'Ospedale Saint-Georges di Beirut.[68]
- Membro del Consiglio strategico dell'Università Saint-Joseph di Beirut.[69]
- Membro del Comitato delle Nazioni Unite sulle fonti di energia nuove e rinnovabili.[70]

## Onorificenze
- Nominato "Uomo dell'anno" dalla rivista Fortune[71]

__ 2003